# Caladenia graniticola
Caladenia graniticola là một loài thực vật có hoa trong họ Lan. Loài này được (Hopper & A.P.Br.) Hopper & A.P.Br. mô tả khoa học đầu tiên năm 2004.